# Owens (rivière)
Pour les articles homonymes, voir Owens.
L'Owens est un cours d'eau de la Californie du Sud, aux États-Unis.